# Flectonotus fitzgeraldi
Flectonotus fitzgeraldi – gatunek płaza bezogonowego z rodziny Hemiphractidae.

## Taksonomia
Zwierzę było tradycyjnie zaliczane do rodziny rzekotkowatych (Hylidae). Frost i współpracownicy (2006) przenieśli je wraz z całym rodzajem Flectonotus do odrębnej rodziny Amphignathodontidae; Pyron i Wiens (2011) zsynonimizowali Amphignathodontidae z Hemiphractidae. Niekiedy jednak zwierzę umieszczano w świstkowatych (Leptodactylidae).

## Występowanie
Zwierzę to posiada stosunkowo niewielki zasięg występowania. Obejmuje on wenezuelski półwysep Paria, Trynidad i północny wschód Tobago.
Płaz bytuje na wysokościach od poziomu morza do około tysiąca metrów. Zasiedla wilgotne lasy na terenach w pobliżu strumieni. Prowadzi nocny i nadrzewny tryb życia, preferując bromeliowate (ananasowate) i obrazkowate; sporadycznie obserwowano osobniki żerujące także w ciągu dnia. Spotyka się go także w środowiskach zmienionych działalnością człowieka, np. na polach i w ogrodach.

## Rozmnażanie
Jaja noszone są na grzbiecie, dalszy rozwój zaś następuje na bromeliowatych.

## Status zagrożenia
W Czerwonej księdze gatunków zagrożonych IUCN Flectonotus fitzgeraldi od 2020 roku klasyfikowany jest jako gatunek najmniejszej troski (LC, ang. Least Concern); wcześniej, od 2004 roku uznawano go za gatunek zagrożony (EN, ang. Endangered).
Jest to gatunek lokalnie pospolity, zaś trend jego liczebności ocenia się jako stabilny. Jako zagrożenia dla gatunku wymienia się wylesianie, rolnictwo, selektywną wycinkę drzew czy pożary.